# Enrique Chimento
Enrique Chimento foi um futebolista argentino que competiu na Copa do Mundo FIFA de 1938, realizada na Itália.